# Босые кармелиты в Беларуси
Кармелиты босые в Беларуси — деятельность Ордена босых кармелитов на территории современной Беларуси.

## История
В 1593 году орден Кармелитов босых был объявлен папой римским Клементом VIII в качестве самостоятельного ордена. Первые монахи из ордена Кармелитов босых появились в Речи Посполитой по дороге в Персию.  В 1605 году в Кракове появился первый монастырь кармелитов босых.  На территории Великого княжества Литовского первым монастырём для кармелитов босых стал виленский костёл Св. Терезы. В 1624 году в Вильно был воздвигнут самый крупный монастырь кармелитов во имя Всех Святых.
Из Вильни кармелиты босые направились в Глубокое. В 1770—1774 гг. только монастыри в Бердичеве, Львове, Вильне и Глубоком имели больше, чем по 30 монахов. Юзеф Корсак обязал содержать госпиталь на 12 убогих. Кроме того, кармелиты имели при монастыре большую музыкальную капеллу.
Вначале миссионерская деятельность кармелитов босых проходила с большими трудностями. Вот что писали монахи этого самого монастыря в своем дневнике в начале своей деятельности в Глубоком: «Народ такой неумелый, что с большим трудом учит начальные основы веры. До такой степени привык к своим обычаям и суевериям, что, наверно, от них не отречется». Однако позже результаты катехизации оказались успешными. Большое значение в этом деле сыграло привлечение монахов и священников из среды местного населения. «Не может сформироваться хороший пастырь своих верующих в чужой стране, так же как и не сформируется хороший пастырь на иностранном языке», — утверждал святой Рафаил Калиновский, восстановитель Кармеля в Восточной Европе.
В 1731 году  выделили отдельную Литовскую провинцию (под патронажем Св. Казимира), которую упразднили в 1844 году.  В середине XIX века большинство монастырей кармелитов, оказавшихся в результате раздела Польши на территории Российской империи, были ликвидированы.
Новым преследованиям подверглись кармелиты в годы Второй мировой войны: четверо из них погибли в концлагерях Аушвиц (Освенцим) и Дахау (в том числе блаж. Иларий Янушевский). После войны большинство обителей кармелитов коммунистические власти ликвидировали.

## Мужские монастыри кармелитов босых в Беларуси
1. Глубокое (1639 Иосиф Корсак пригласил монахов из ордена кармелитов босых и начал строительство собора Рождества Богородицы);
2. Гродно (1676 на пожертвования виленского каштеляна Анджея Котовича и его жены Варвары);
3. Гудогай (1763 строительство костела, 1764 строительство монастыря Людвикой-Анной Войной из Сулистровских (Козел-Поклевская по первому мужу), женой дисненского старосты);
4. Засвирь (1713 полковник Великого княжества Литовского Криштоф Зенович);
5. Минск (1704 костел, 2012 часовня в честь Матери Божьей Скапулярия);
6. Мстиславль (около 1617, костел Вознесения Девы Марии 1637);
7. Мядель (1454 первое упоминание костела Св. Станислава построенного полоцким наместником Андреем Саковичем, 1754 церковь Божьей Матери Скапулярия построена по обету Антония и Варвары Кощицев);
8. Нарочь — Кобыльник (1464 князьями Свирскими, 1904 построен современный костел Св. Андрея);
9. Пинск (1734, монастырь кармелитов босых был закрыт в 1832 году);
10. Пошумень возле Ошмян (1760);
11. Шеметово (1697 Криштоф Зенович пригласил в имение монахов-кармелитов и построил первую часовню).